# Bristol Airport
Bristol Airport (IATA: BRS, ICAO: EGGD) (kymriska: Maes Awyr Bryste) är en internationell flygplats belägen i North Somerset utanför Bristol, England. Den ligger cirka 13 km sydväst om Bristol. 
Flygplatsen öppnande på det gamla flygfältet Lulsgate Bottom Airfield, som flygplatsen Bristol (Lulsgate) Airport och ersatte den gamla flygplatsen, Bristol (Whitchurch) Airport. Från 1997 till 2010 var flygplatsen känd som Bristol International Airport.